# Nick Land
Nick Land (nascut el 17 de gener de 1962) és un filòsof, teòric, escriptor de contes i de blogs anglès. Ha estat descrit com "el pare de l'acceleracionisme⁣", i la seva obra ha estat lligada al desenvolupament del realisme especulatiu. Va ser el líder de la Unitat d'Investigació de Cultura Cibernètica del col·lectiu "teoria-ficció" dels anys noranta, després que la seva fundadora original, la teòrica ciberfeminista Sadie Plant, se'n va apartar. El seu treball s'aparta de les convencions formals de l'escriptura acadèmica i abraça una àmplia gamma d'influències, a més d'explorar interessos filosòfics poc ortodoxos i "foscos".
Land també és conegut per desenvolupar més tard les idees no igualitàries i antidemocràtiques darrere de la neoreacció i la il·lustració fosca.

## Biografia
Land va començar com a professor de Filosofia Continental a la Universitat de Warwick des de 1987 fins a la seva dimissió el 1998. A Warwick, ell i Sadie Plant van cofundar la Cybernetic Culture Research Unit (CCRU), un grup de recerca interdisciplinari descrit pel filòsof Graham Harman com "un grup divers de pensadors que van experimentar en la producció conceptual, soldant una gran varietat de fonts: el futurisme., tecnociència, filosofia, misticisme, numerologia, teoria de la complexitat i ciència-ficció, entre d'altres". Durant la seva estada a Warwick, Land va participar en Virtual Futures, una sèrie de conferències sobre cibercultura. Virtual Futures 96 es va anunciar com "un esdeveniment antidisciplinari" i "una conferència sobre les posthumanitats". Una sessió va implicar Nick Land "estirat a terra, grallant en un micròfon", recorda Robin Mackay, mentre que "Mackay tocava discos de la jungla de fons".
El 1992, va publicar The Thirst for Annihilation: Georges Bataille and Virulent Nihilism. Land va publicar una gran quantitat de textos més breus, molts a la dècada de 1990, durant el seu temps amb la CCRU. La majoria d'aquests articles es van recopilar a la col·lecció retrospectiva Fanged Noumena: Collected Writings 1987-2007, publicada el 2011.
Land va impartir classes al New Center for Research & Practice fins al març de 2017, quan el Centre va acabar la seva relació amb ell "després de diversos tuits de Land d'enguany en els quals va adoptar opinions intolerants sobre musulmans i immigrants".
El 2017, Land residia a Shanghai.

## Conceptes i influència

### Treball primerenc
El treball de Land amb CCRU, així com els seus escrits anteriors a la Il·lustració fosca, han estat influents en la filosofia política de l'acceleracionisme, una idea que s'assembla a la de l'"estratègia fatal" de l'"èxtasi" en el treball anterior de Jean Baudrillard, on "un sistema només s'elimina empenyent-lo a la hiperlògica, forçant-lo a una pràctica excessiva que equival a una amortització brutal". Juntament amb els altres membres de CCRU, Land va teixir idees de la filosofia oculta, cibernètica, ciència-ficció i postestructuralista per intentar descriure els fenòmens de l'acceleració tecnocapitalista.
Un dels conceptes famosos de Land és "hiperstició", un aclariment de "superstició" i "hiper" que descriu l'acció d'idees reeixides en l'àmbit de la cultura. Les hipersticions són idees que, un cop "descarregades" al mainframe cultural, engendren cicles de retroalimentació positiva apocalíptica. Les hipersticions, per la seva mateixa existència com a idees, funcionen causalment per produir la seva pròpia realitat. Nick Land descriu la hiperstició com "la (tecno-)ciència experimental de les profecies autocomplertes".  Land ha estat pioner en la combinació de filosofia i ficció, creant narratives que exploren conceptes filosòfics complexos a través de la literatura, un gènere conegut com a "teoria-ficció".

### Treball posterior
Per al periodista Dylan Matthews, la filosofia de la Il·lustració fosca de Land (també coneguda com a moviment neoreaccionari i abreujat NRx) s'oposa a l'igualitarisme, i de vegades s'associa amb la dreta alternativa o altres moviments d'extrema dreta. Matthew afirma que Land creu que la democràcia limita la responsabilitat i la llibertat. Shuja Haider assenyala: "La seva seqüència d'assajos que estableixen els seus principis s'han convertit en la base del cànon NRx". Land insisteix, però, que "com a moviment populista i, de manera significativa, anticapitalista, la dreta alternativa és una bèstia molt diferent de NRx".
Els seus escrits han tractat de manera diversa temes de racisme científic i eugenèsia, o el que ell va anomenar breument "hiperracisme". La versió actual de l'acceleració de Land incorpora punts de vista explícitament racistes i des de finals de 2016 s'ha reconegut cada cop més com una inspiració per a la dreta alternativa i, segons l'escriptor de Vox Dylan Matthews, per als assassins en massa de la supremacia blanca.
Land també ha escrit sobre les implicacions per a la filosofia i la política de la criptomoneda, concretament Bitcoin. A partir de l'epistemologia kantiana, Land ha descrit Bitcoin com "un procediment de veritat operatiu". L'agost de 2019, Land encara està treballant en un llibre sobre Bitcoin.

## Recepció i influència
Mark Fisher, un teòric cultural britànic i estudiant de Land, va argumentar el 2011 que l'impacte més gran de Land fins ara havia estat en la música i l'art, més que en la filosofia. El músic Kode9, l'artista Jake Chapman i altres van estudiar o descriure la influència de Land, destacant sovint les qualitats inhumanes, "tecnistes" o "delirants" de Land. Fisher subratlla, en particular, com la personalitat de Land durant la dècada de 1990 podria catalitzar canvis en els quals es comprometen amb el seu treball, a través del qual Kodwo Eshun descriu com una manera "immediatament oberta, igualitària i absolutament no afectada pel protocol acadèmic" que podria dramatitzar "la teoria com a geopolítico-històrica èpica".
El filòsof nihilista Ray Brassier, també antic alumne de la Universitat de Warwick, va afirmar que "Nick Land ha passat d'argumentar 'La política ha mort', fa vint anys, a aquestes coses reaccionàries estàndard completament antiquades".

### Llibres
- 'Die Sprache im Gedicht' de Heidegger i el cultiu del grafema Arxivat 2020-10-31 a Wayback Machine. (tesi doctoral, Universitat d'Essex, 1987)
- The Thirst For Annihilation: Georges Bataille and Virulent Nihilism (An Essay in Atheistic Religion) (Londres i Nova York: Routledge, 1992)[25]
- Machinic Postmodernism: Complexity, Technics and Regulation (amb Keith Ansell-Pearson i Joseph A. McCahery) (SAGE Publications, 1996)
- The Shanghai World Expo Guide 2010 (China Intercontinental Press, 2010)
- Shanghai Basics (China Intercontinental Press, 2010)
- Fanged Noumena: Collected Writings 1987-2007, ed. Robin Mackay and Ray Brassier (Urbanomic, 2011). ISBN 978-0955308789
- Calendric Dominion (Urbanatomy Electronic, 2013)
- Suspended Animation (Urbanatomy Electronic, 2013)
- Fission (Urbanomic, 2014)
- Templexity: Disordered Loops through Shanghai Time (Urbanatomy Electronic, 2014)
- Phyl-Undhu: Abstract Horror, Exterminator (Time Spiral Press, 2014)
- Shanghai Times (Urbanatomy Electronic, 2014) ASIN B00IGKZPBA.
- Dragon Tales: Glimpses of Chinese Culture (Urbanatomy Electronic, 2014) ASIN B00JNDHBGQ.
- Xinjiang Horizons (Urbanatomy Electronic, 2014) ASIN B00JNDHDVY.
- Chasm (Time Spiral Press, 2015) ASIN B019HBZ2Q4.

### Articles
- Land, Nick. «A Quick-and-Dirty Introduction to Accelerationism». Jacobite, 25-05-2017. Arxivat de l'original el 13 gener 2018. [Consulta: 30 gener 2021].
- Crypto-Current: An Introduction to Bitcoin and Philosophy (Šum 10, 2018)